# Лонгуих
Лонгуих (нем. Longuich) — община в Германии, в земле Рейнланд-Пфальц. 
Входит в состав района Трир-Саарбург. Подчиняется управлению Швайх.  Население составляет 1290 человек (на 31 декабря 2010 года). Занимает площадь 8,82 км².